# Fluorure de ruthénium(III)
Le fluorure de ruthénium(III) est un composé chimique de formule RuF3. Il s'agit d'un solide brun foncé, facilement soluble dans l'eau, cristallisé dans le système trigonal avec le groupe d'espace R3c (no 167),. Il forme des complexes de fluor octaédriques.
Le fluorure de ruthénium(III) peut être obtenu en faisant réagir le pentafluorure de ruthénium RuF5 avec de l'iode I2 à 250 °C ou avec du soufre à plus de 200 °C, :
5 RuF5 + I2 ⟶ 5 RuF3 + 2 IF5.
Le pentafluorure de ruthénium peut également être réduit par le tétrafluorure de soufre SF4 : l'adduit SF3RuF6 formé est ensuite pyrolysé à 470 °C en libérant de l'hexafluorure de soufre SF6 gazeux, ce qui laisse un résidu de RuF3 :
RuF5 + SF4 ⟶ SF3RuF6 ;
SF3RuF6 ⟶ SF6 + RuF3.